# Gastonia (dinosaure)
Pour les articles homonymes, voir Gastonia.
Gastonia burgei, Gastonia lorriemcwhinneyae
Genre
Espèce
Espèce
Gastonia est un genre éteint de dinosaures ornithischiens de l'infra-ordre des ankylosauriens. Il vivait dans l'Utah au Crétacé inférieur il y a environ 125 millions d'années. Il est un proche cousin de Polacanthus. Cet herbivore fut découvert en compagnie du carnivore Utahraptor,.
L'espèce type : Gastonia burgei, a été décrite par James Kirkland en 1998.
Une seconde espèce, G. lorriemcwhinneyae , de la formation du Ruby Ranch, a été décrite par Kineer et al. en 2016 sur la base d'un grand lit d'os, probablement formé lorsqu'un groupe est mort d'une sécheresse ou par noyade,.

## Étymologie
Le nom de genre Gastonia, donné par James Kirkland, honore son premier découvreur, Robert Gaston.

## Découverte
L'holotype de Gastonia burgei (référencé CEUM 1307) a été découvert dans un lit à ossements dans la partie inférieure de la formation géologique de Cedar Mountain en compagnie des restes d'un iguanodontidé et du spécimen type d'un grand théropode carnivore Utahraptor ostrommaysorum.

## Description

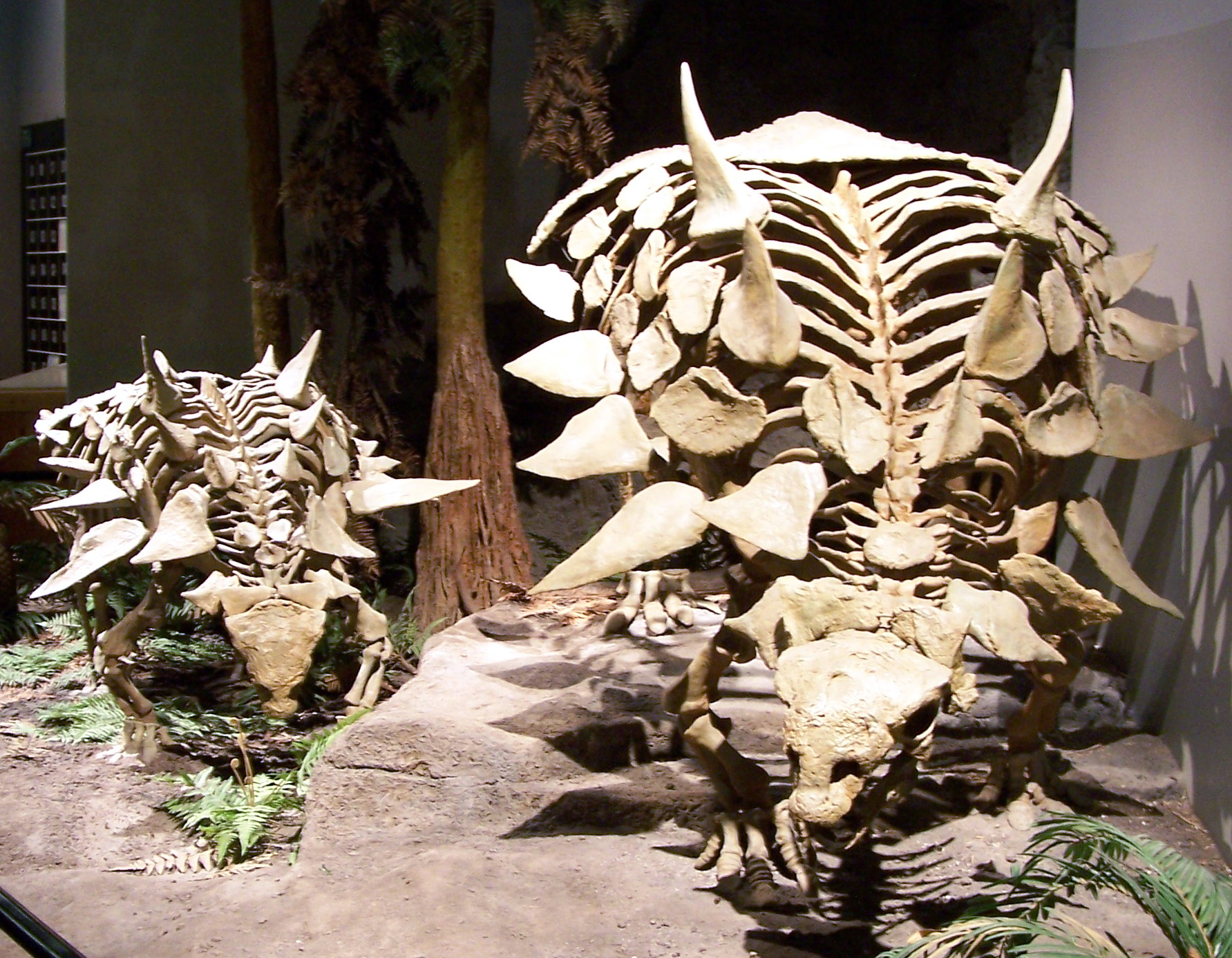
Squelettes reconstitués de deux Gastonia au North American Museum of Ancient Life.

Son corps est très bas, près du sol, il est couvert d'épines, principalement sur les épaules et le dos, dont le nombre est difficile à estimer . Gastonia possédait une énorme cuirasse qui le protégeait. Il était recouvert d'énormes pics et sa queue servait à blesser ses ennemis en utilisant ses plaques osseuses coupantes qui y étaient fixées comme des cisailles.

### Taille
Gastonia burgei mesurait 4,5 mètres de long et pesait une tonne. En 2010, Gregory S. Paul retient une longueur de 4,5 mètres pour une masse de 1,9 tonne. En 2011, Thomas Holtz reprend l'estimation de 6 mètres de longueur totale indiquée par l'inventeur J. Kirkland.

## Classification
Gastonia est rattaché à la famille des Nodosauridae et à la sous-famille des Polacanthinae, cette dernière est parfois considérée comme une famille à part entière (Polacanthidae).